# 1730 Marceline
1730 Marceline este un asteroid din centura principală, descoperit pe 17 octombrie 1936, de Margueritte Laugier.